# 나가이촌 (오사카부)
나가이촌(일본어: 長居村)은 일본 오사카부 스미요시군·히가시나리군에 설치되었던 촌이다. 현재의 오사카시 스미요시구에 해당한다.